# Giang Đô
Giang Đô (chữ Hán giản thể: 江都区) là một quận thuộc địa cấp thị Dương Châu, tỉnh Giang Tô, Cộng hòa Nhân dân Trung Hoa. Quận này có diện tích 1333 ki-lô-mét vuông, dân số năm 2004 là 1.060.000 người. Mã số bưu chính là 225200, mã vùng điện thoại là 0514. Quận này được chia thành 13 trấn: Tiên Nữ, Đại Kiều, Ngô Kiều, Đinh Hỏa, Tiểu Ký, Phổ Đầu, Nghi Lăng, Chiêu Bách, Đinh Câu, Trấn Vũ, Quách Thụ, Phàn Xuyên, Vũ Thánh.